# Charles Pasche
Charles Pasche (10 marzo 1905 – 15 agosto 1958) è stato un calciatore svizzero, di ruolo portiere.

## Carriera

### Club
Ha giocato nella prima divisione svizzera.

### Nazionale
Ha collezionato diciassette presenze con la propria nazionale.

## Palmarès

### Club

#### Competizioni nazionali
- Campionato svizzero: 3

Grasshoppers: 1926-1927, 1927-1928, 1930-1931
- Coppa Svizzera: 2

Grasshoppers: 1926-1927, 1931-1932